# Labeotropheus

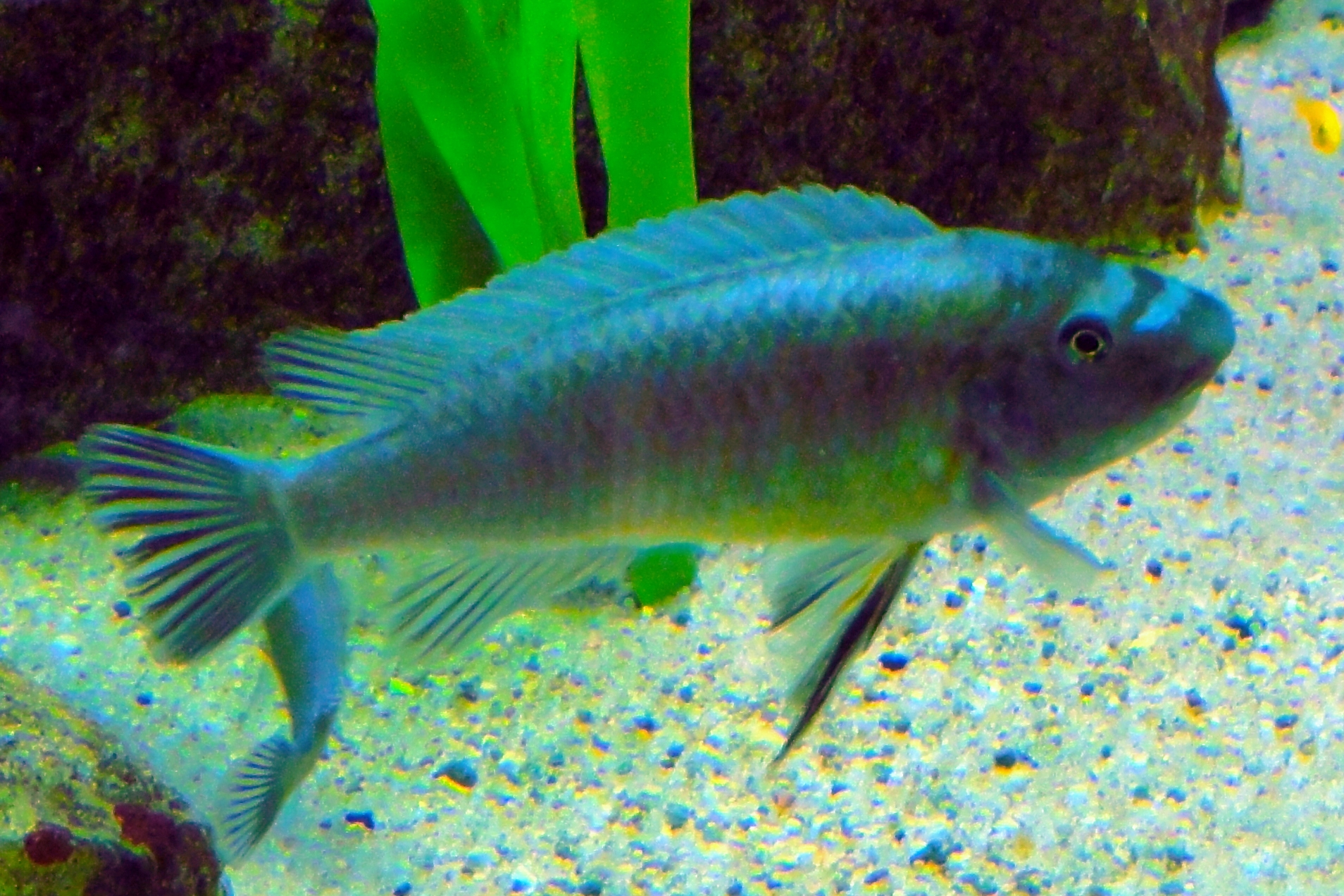
Labeotropheus trewavasae

Labeotropheus és un gènere de peixos pertanyent a la família dels cíclids.

## Alimentació
Mengen algues.

## Distribució geogràfica
És un endemisme del llac Malawi (Àfrica oriental).

## Taxonomia
- Labeotropheus fuelleborni (Ahl, 1926)[4]
- Labeotropheus trewavasae (Fryer, 1956)[5][6][7][8][9][10][11]

## Observacions
Són populars com a peixos d'aquari.